# Èvol

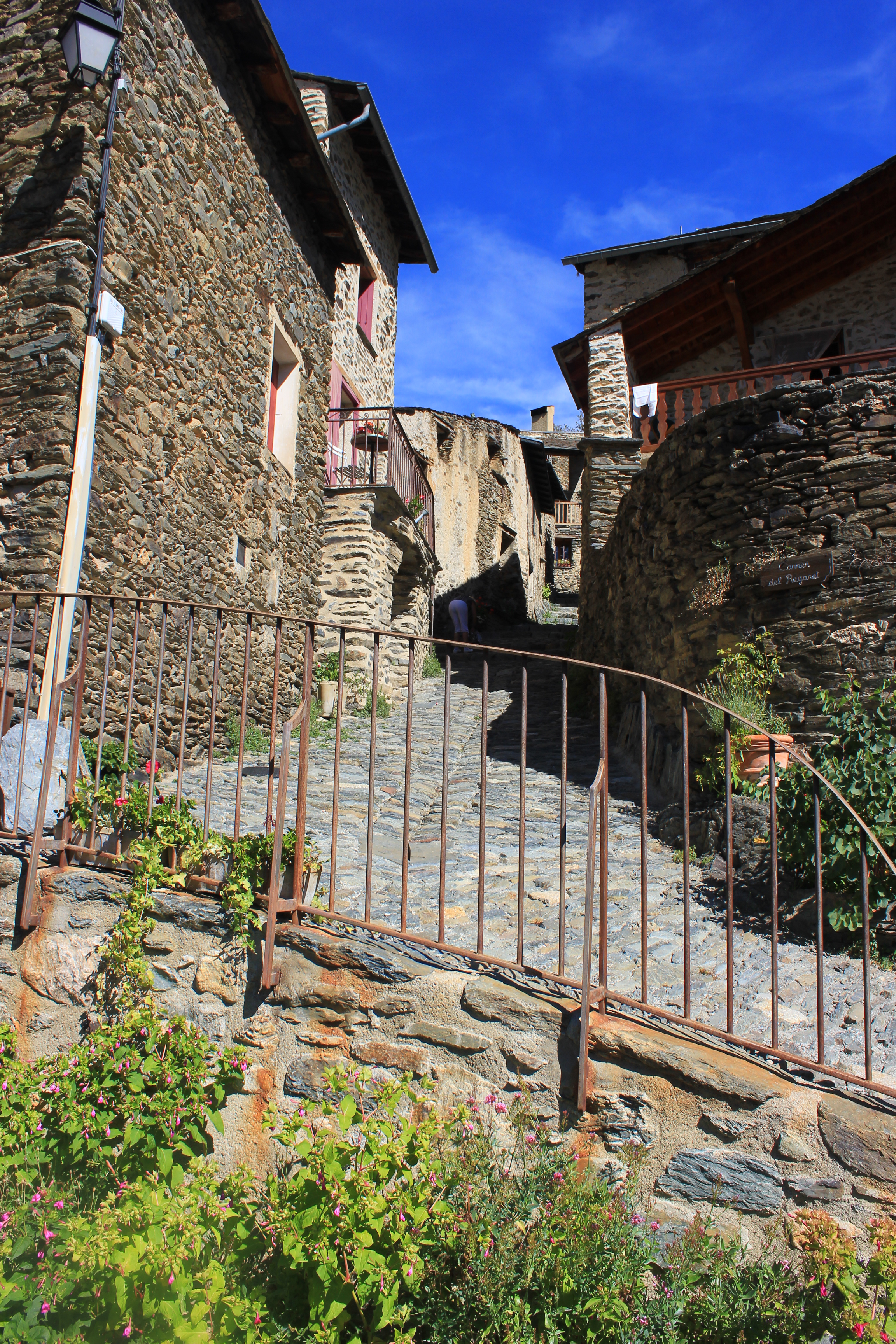
Carrer típic d'Èvol

El poble d'Èvol (estàndard: [ˈɛβul], local: [ˈeβul]) és un poble de la comuna nord-catalana d'Oleta i Èvol, de la comarca del Conflent. Fins al 1827 havia tingut comuna pròpia.
Els seus habitants són els evolencs, també coneguts pel sobrenom de cargols. Les cases, de pedra, tenen teulades de pissarra. Aquest poble pertany a l'associació Els pobles més bonics de França.

## Etimologia
Joan Coromines, en el seu Onomasticon Cataloniae, manifesta en una llarga explicació la seva indecisió entre dues interpretacions de l'origen del nom del poble. D'una banda, postula el nom propi germànic Ebil, en la seva versió llatinitzada, Ebulus. De l'altra, l'origen podria trobar-se en el nom de la planta évol, o matacà, que, en llatí, era també ebulus.

## Geografia
El poble d'Èvol està situat a 800 metres d'altitud, sobre la riba esquerra de la Ribera d'Èvol, afluent de la Tet, a les Garrotxes del Conflent. A la vora d'aquest riu, aigua amunt (més al nord), es troba també el llogaret de Tuïr d'Èvol.

## Història
Al nord del poble hi ha les ruïnes del Castell d'Èvol, del qual només resta una torre en bon estat i trossos de les parets; va ser construït el 1260 per Guillem de So. En crear-se el vescomtat d'Èvol el 1337, el castell n'esdevingué la seu.
Amb la Pau dels Pirineus (1659), la Monarquia Hispànica el va cedí a la francesa, amb la resta del Rosselló i part de la Cerdanya.
De resultes de la Revolució Francesa, Èvol esdevingué comuna independent. El 1827, però, fou fusionat amb el d'Oleta per crear la comune d'Oleta i Èvol.

## Monuments i altres indrets d'interès

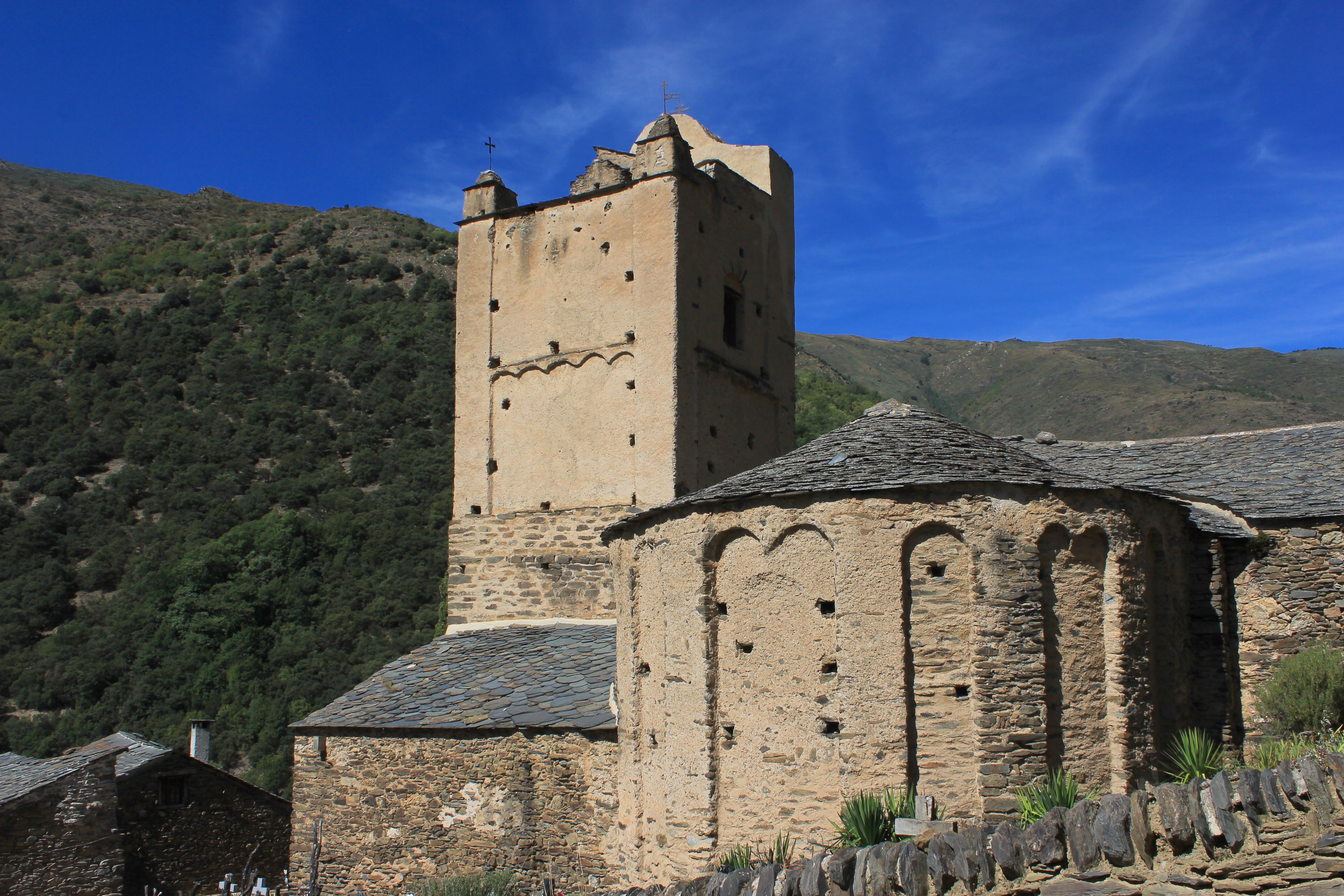
Sant Andreu d'Èvol

- Església de Sant Andreu, edifici del segle xi, modificat al XVIII i declarat monument històric francès el 1943
- Capella de Sant Esteve, del segle xiv reconstruïda al XVIII (42° 34′ 20.71″ N, 2° 15′ 12.64″ E / 42.5724194°N,2.2535111°E)
- Ruïnes del castell d'Èvol, del segle xiii, declarat monument històric francès el 1982
- Museu de les Arts i Tradicions Populars
- Cabinet literari de Ludovic Massé

## Persones il·lustres
- Ludovic Massé (1900-1982), escriptor